# Hilding
Hilding är ett mansnamn med fornnordiskt ursprung, bildat av hildingr 'hövding'.
Namnet fick plats i almanackan den 21 februari 1901 eftersom det påminde om Hilarius, ett okänt helgon som fanns på denna dagen tidigare.
Namnet blev mycket populärt efter Tegnérs Frithiofs saga, där fosterfadern hette Hilding. Även en av bagarna i barnprogrammet Tårtan hette Hilding, vilket dock inte ledde till någon ökning av namnets popularitet.
31 december 2014 fanns det totalt 5 140 personer i Sverige med namnet, varav 728 med det som tilltalsnamn.
År 2014 fick 29 pojkar namnet som tilltalsnamn.
Namnsdag i Sverige: 21 februari. I den finlandssvenska namnsdagslängden har Hilding namnsdag 28 augusti sedan starten 1929, då en egen namnsdagskalender togs i bruk för finlandssvenskar.

## Personer vid namn Hilding
- Hilding Andersson, spion för Sovjetunionen
- Hilding Bergström, ingenjör, uppfinnare
- Hilding Carlsson, militär
- Hilding Fagerberg, predikant
- Hilding Gavle, skådespelare
- Hilding Hagberg, partiledare för Sveriges kommunistiska parti
- Hilding Hallnäs, tonsättare
- Hilding Johansson, kyrkohistoriker, västgötsk hembygdsforskare
- Hilding Kjellman, professor och landshövding
- Hilding Linnqvist, konstnär
- Hilding Rolin, skådespelare
- Hilding Rosenberg, tonsättare